# Меллорі Сесіл
Меллорі Сесіл (англ. Mallory Cecil; нар. 18 липня 1990) — колишня американська тенісистка.
Найвищу одиночну позицію світового рейтингу — 365 місце досягла 3 травня 2010, парну — 350 місце — 12 квітня 2010 року.

## Фінали ITF

### Одиночний розряд (2–1)
| турніри $25,000 |
| турніри $10,000 |

| Результат | Ранг | Дата         | Турнір                                | Покриття | Суперниця                 | Рахунок у фіналі |
| Перемога  | 1.   | Тра 2008     | Самтер (Південна Кароліна)            | Тверде   | Тереза Логар              | 3–6, 7–6, 6–4    |
| Перемога  | 2.   | червень 2008 | Гілтон-Гед-Айленд (Південна Кароліна) | Тверде   | Тереза Логар              | 6–2, 3–6, 6–2    |
| Поразка   | 1.   | лютий 2010   | Саттон                                | Indoor   | Андреа Сестіні Главачкова | 1–6 6–4 4–6      |